# Élections législatives de 1997 dans l'Hérault
Les élections législatives françaises de 1997 se déroulent les 25 mai et 1er juin 1997. Dans le département de l'Hérault, sept députés sont à élire dans le cadre de sept circonscriptions.

## Élus
| Circonscription | Député sortant  | Parti | Parti         | Député élu ou réélu | Parti | Parti         |
| --------------- | --------------- | ----- | ------------- | ------------------- | ----- | ------------- |
| 1re             | Willy Diméglio  |       | UDF (PR)      | Gilbert Roseau      |       | PS            |
| 2e              | Bernard Serrou  |       | RPR           | Georges Frêche      |       | PS            |
| 3e              | René Couveinhes |       | RPR           | Christine Lazerges  |       | PS            |
| 4e              | Gérard Saumade  |       | Divers gauche | Gérard Saumade      |       | Divers gauche |
| 5e              | Marcel Roques   |       | UDF (FD)      | Bernard Nayral      |       | PS            |
| 6e              | Raymond Couderc |       | UDF (PR)      | Alain Barrau        |       | PS            |
| 7e              | Yves Marchand   |       | UDF (FD)      | François Liberti    |       | PCF           |

## Résultats

### Résultats à l'échelle du département
| Parti          | Parti                                    | Premier tour | Premier tour | Second tour | Second tour | Sièges |
| Parti          | Parti                                    | Voix         | %            | Voix        | %           | Sièges |
| -------------- | ---------------------------------------- | ------------ | ------------ | ----------- | ----------- | ------ |
|                | Parti socialiste                         | 91 914       | 24,17        | 131 811     | 34,32       | 5      |
|                | Parti communiste français                | 50 154       | 13,19        | 35 684      | 9,29        | 1      |
|                | Divers gauche dont MDC                   | 22 314       | 5,87         | 42 392      | 11,04       | 1      |
|                | Les Verts                                | 10 987       | 2,89         |             |             | 0      |
|                | Gauche plurielle                         | 175 369      | 46,12        | 209 887     | 54,64       | 7      |
|                |                                          |              |              |             |             |        |
|                | Union pour la démocratie française       | 69 721       | 18,34        | 92 384      | 24,05       | 0      |
|                | Rassemblement pour la République         | 20 251       | 5,33         | 16 458      | 4,28        | 0      |
|                | Divers droite                            | 10 320       | 2,71         |             |             | 0      |
|                | La Droite indépendante                   | 8 245        | 2,17         | 0           |             |        |
|                | Droite parlementaire                     | 108 537      | 28,55        | 108 842     | 28,34       | 0      |
|                |                                          |              |              |             |             |        |
|                | Front national                           | 73 350       | 19,29        | 65 382      | 17,02       | 0      |
|                | Divers écologiste dont LT-LNÉ, MÉI et GÉ | 11 953       | 3,14         |             |             | 0      |
|                | Extrême gauche dont LCR, LO et PT        | 6 967        | 1,83         | 0           |             |        |
|                | Divers                                   | 3 159        | 0,83         | 0           |             |        |
|                | Extrême droite                           | 882          | 0,23         | 0           |             |        |
|                |                                          |              |              |             |             |        |
| Inscrits       | Inscrits                                 | 571 885      | 100,00       | 571 831     | 100,00      | 7      |
| Abstentions    | Abstentions                              | 174 494      | 30,51        | 155 554     | 27,2        |        |
| Votants        | Votants                                  | 397 391      | 69,49        | 416 277     | 72,8        |        |
| Blancs et nuls | Blancs et nuls                           | 17 174       | 4,32         | 32 166      | 7,73        |        |
| Exprimés       | Exprimés                                 | 380 217      | 95,68        | 384 111     | 92,27       |        |

### Résultats par circonscription

#### Première circonscription (Montpellier-Sud)
| Candidat       | Candidat               | Parti             | Premier tour | Premier tour | Second tour | Second tour |  |
| Candidat       | Candidat               | Parti             | Voix         | %            | Voix        | %           |  |
| -------------- | ---------------------- | ----------------- | ------------ | ------------ | ----------- | ----------- |  |
|                | Willy Diméglio sortant | UDF (PR)          | 11 377       | 29,31        | 17 801      | 42,15       |  |
|                | Gilbert Roseau élu     | PS                | 10 214       | 26,31        | 18 682      | 44,23       |  |
|                | Jean-Claude Martinez   | FN                | 7 765        | 20           | 5 751       | 13,62       |  |
|                | Marylise Blanc         | PCF               | 3 058        | 7,88         |             |             |  |
|                | Jean-Louis Roumégas    | Les Verts         | 1 786        | 4,6          |             |             |  |
|                | Alain Voyer            | Extrême gauche    | 1 355        | 3,49         |             |             |  |
|                | Jean Pierre Cartaut    | LDI (MPF)         | 872          | 2,25         |             |             |  |
|                | Pierre Nicon           | Divers            | 678          | 1,75         |             |             |  |
|                | David Hermet           | LCR               | 605          | 1,56         |             |             |  |
|                | Gérard Straumann       | Divers écologiste | 493          | 1,27         |             |             |  |
|                | Thierry Frutz          | US4J              | 425          | 1,09         |             |             |  |
|                | André Betis            | Divers gauche     | 116          | 0,3          |             |             |  |
|                | Michèle Grandcollot    | PLN               | 77           | 0,2          |             |             |  |
|                |                        |                   |              |              |             |             |  |
| Inscrits       | Inscrits               | Inscrits          | 60 859       | 100,00       | 60 857      | 100,00      |  |
| Abstentions    | Abstentions            | Abstentions       | 20 554       | 33,77        | 17 227      | 28,31       |  |
| Votants        | Votants                | Votants           | 40 305       | 66,23        | 43 630      | 71,69       |  |
| Blancs et nuls | Blancs et nuls         | Blancs et nuls    | 1 484        | 3,68         | 1 396       | 3,2         |  |
| Exprimés       | Exprimés               | Exprimés          | 38 821       | 96,32        | 42 234      | 96,8        |  |

#### Deuxième circonscription (Montpellier-Nord)
| Candidat       | Candidat               | Parti          | Premier tour | Premier tour | Second tour | Second tour |  |
| Candidat       | Candidat               | Parti          | Voix         | %            | Voix        | %           |  |
| -------------- | ---------------------- | -------------- | ------------ | ------------ | ----------- | ----------- |  |
|                | Georges Frêche élu     | PS             | 10 706       | 30,82        | 19 134      | 53,76       |  |
|                | Bernard Serrou sortant | RPR            | 9 294        | 26,75        | 16 458      | 46,24       |  |
|                | Alain Jamet            | FN             | 6 228        | 17,93        |             |             |  |
|                | Jean-Claude Biau       | SÉGA           | 2 306        | 6,64         |             |             |  |
|                | Colette Zannettacci    | PCF            | 2 241        | 6,45         |             |             |  |
|                | Maurice Chaynes        | LO             | 1 060        | 3,05         |             |             |  |
|                | Denis Brouillet        | MDC            | 874          | 2,52         |             |             |  |
|                | Anne-Jacqueline Corral | LDI (MPF)      | 813          | 2,34         |             |             |  |
|                | Pierre Dubois          | US4J           | 643          | 1,85         |             |             |  |
|                | Francis Meynier        | Divers         | 343          | 0,99         |             |             |  |
|                | Catherine Kastler      | Extrême droite | 232          | 0,67         |             |             |  |
|                |                        |                |              |              |             |             |  |
| Inscrits       | Inscrits               | Inscrits       | 54 259       | 100,00       | 54 252      | 100,00      |  |
| Abstentions    | Abstentions            | Abstentions    | 18 099       | 33,36        | 15 910      | 29,33       |  |
| Votants        | Votants                | Votants        | 36 160       | 66,64        | 38 342      | 70,67       |  |
| Blancs et nuls | Blancs et nuls         | Blancs et nuls | 1 420        | 3,93         | 2 750       | 7,17        |  |
| Exprimés       | Exprimés               | Exprimés       | 34 740       | 96,07        | 35 592      | 92,83       |  |

#### Troisième circonscription (Lunel)
| Candidat       | Candidat                | Parti             | Premier tour | Premier tour | Second tour | Second tour |  |
| Candidat       | Candidat                | Parti             | Voix         | %            | Voix        | %           |  |
| -------------- | ----------------------- | ----------------- | ------------ | ------------ | ----------- | ----------- |  |
|                | Christine Lazerges élue | PS                | 17 579       | 26,92        | 36 309      | 58,57       |  |
|                | Jean-Louis Pelletier    | FN                | 12 847       | 19,67        | 25 679      | 41,43       |  |
|                | René Couveinhes sortant | RPR               | 10 957       | 16,78        |             |             |  |
|                | Jean-Pierre Grand       | diss. RPR         | 10 168       | 15,57        |             |             |  |
|                | Michel Génibrel         | PCF               | 5 386        | 8,25         |             |             |  |
|                | Nicole Moschetti-Stamm  | Les Verts         | 2 387        | 3,66         |             |             |  |
|                | Jean-Luc Maillot        | LDI (MPF)         | 1 312        | 2,01         |             |             |  |
|                | Jean-Marc Olivier       | LT-LNÉ            | 1 051        | 1,61         |             |             |  |
|                | Jean Darnaud            | MDC               | 851          | 1,3          |             |             |  |
|                | Bruno Gutierrez         | Divers écologiste | 834          | 1,28         |             |             |  |
|                | Nicolas Desclèves       | US4J              | 822          | 1,26         |             |             |  |
|                | Michel Lenthéric        | PE                | 768          | 1,18         |             |             |  |
|                | Daniel Bézard           | Extrême droite    | 189          | 0,29         |             |             |  |
|                | Stéphane Frachet        | Divers droite     | 152          | 0,23         |             |             |  |
|                |                         |                   |              |              |             |             |  |
| Inscrits       | Inscrits                | Inscrits          | 98 391       | 100,00       | 98 384      | 100,00      |  |
| Abstentions    | Abstentions             | Abstentions       | 29 879       | 30,37        | 27 724      | 28,18       |  |
| Votants        | Votants                 | Votants           | 68 512       | 69,63        | 70 660      | 71,82       |  |
| Blancs et nuls | Blancs et nuls          | Blancs et nuls    | 3 209        | 4,68         | 8 672       | 12,27       |  |
| Exprimés       | Exprimés                | Exprimés          | 65 303       | 95,32        | 61 988      | 87,73       |  |

#### Quatrième circonscription (Lodève)
| Candidat       | Candidat                     | Parti          | Premier tour | Premier tour | Second tour | Second tour |  |
| Candidat       | Candidat                     | Parti          | Voix         | %            | Voix        | %           |  |
| -------------- | ---------------------------- | -------------- | ------------ | ------------ | ----------- | ----------- |  |
|                | Robert Lecou                 | UDF (Rad)      | 15 777       | 22,18        | 29 945      | 41,4        |  |
|                | Gérard Saumade sortant réélu | Divers gauche  | 14 348       | 20,17        | 42 392      | 58,6        |  |
|                | Hélène Mandroux              | PS             | 12 171       | 17,11        |             |             |  |
|                | Louis Pascal                 | FN             | 11 961       | 16,81        |             |             |  |
|                | Michel Tali                  | PCF            | 7 056        | 9,92         |             |             |  |
|                | Claude Duplan                | Les Verts      | 3 078        | 4,33         |             |             |  |
|                | Marie-Françoise Privat       | LDI (MPF)      | 1 979        | 2,78         |             |             |  |
|                | François Buffa               | GÉ             | 1 582        | 2,22         |             |             |  |
|                | Alain Coulet                 | PE             | 1 182        | 1,66         |             |             |  |
|                | Laurence Duverger            | PT             | 1 067        | 1,5          |             |             |  |
|                | René Delahaye                | US4J           | 935          | 1,31         |             |             |  |
|                |                              |                |              |              |             |             |  |
| Inscrits       | Inscrits                     | Inscrits       | 104 719      | 100,00       | 104 714     | 100,00      |  |
| Abstentions    | Abstentions                  | Abstentions    | 30 203       | 28,84        | 26 706      | 25,5        |  |
| Votants        | Votants                      | Votants        | 74 516       | 71,16        | 78 008      | 74,5        |  |
| Blancs et nuls | Blancs et nuls               | Blancs et nuls | 3 380        | 4,54         | 5 671       | 7,27        |  |
| Exprimés       | Exprimés                     | Exprimés       | 71 136       | 95,46        | 72 337      | 92,73       |  |

#### Cinquième circonscription (Pézenas)
| Candidat       | Candidat              | Parti             | Premier tour | Premier tour | Second tour | Second tour |  |
| Candidat       | Candidat              | Parti             | Voix         | %            | Voix        | %           |  |
| -------------- | --------------------- | ----------------- | ------------ | ------------ | ----------- | ----------- |  |
|                | Bernard Nayral élu    | PS                | 17 431       | 30,56        | 34 034      | 58,05       |  |
|                | Marcel Roques sortant | UDF (FD)          | 15 173       | 26,6         | 24 595      | 41,95       |  |
|                | Jean-Louis Bousquet   | PCF               | 9 784        | 17,15        |             |             |  |
|                | Jacques Denis         | FN                | 9 157        | 16,06        |             |             |  |
|                | Michèle Comps         | Les Verts         | 2 175        | 3,81         |             |             |  |
|                | Laurent Palmier       | LDI (MPF)         | 1 204        | 2,11         |             |             |  |
|                | Michel Pieyre         | Divers            | 1 091        | 1,91         |             |             |  |
|                | Isabelle Liyaudon     | US4J              | 555          | 0,97         |             |             |  |
|                | Ernest Comunale       | Divers écologiste | 321          | 0,56         |             |             |  |
|                | Michelle Salamero     | Divers            | 144          | 0,25         |             |             |  |
|                |                       |                   |              |              |             |             |  |
| Inscrits       | Inscrits              | Inscrits          | 82 431       | 100,00       | 82 421      | 100,00      |  |
| Abstentions    | Abstentions           | Abstentions       | 22 640       | 27,47        | 19 674      | 23,87       |  |
| Votants        | Votants               | Votants           | 59 791       | 72,53        | 62 747      | 76,13       |  |
| Blancs et nuls | Blancs et nuls        | Blancs et nuls    | 2 756        | 4,61         | 4 118       | 6,56        |  |
| Exprimés       | Exprimés              | Exprimés          | 57 035       | 95,39        | 58 629      | 93,44       |  |

#### Sixième circonscription (Béziers)
| Candidat       | Candidat                | Parti             | Premier tour | Premier tour | Second tour | Second tour |  |
| Candidat       | Candidat                | Parti             | Voix         | %            | Voix        | %           |  |
| -------------- | ----------------------- | ----------------- | ------------ | ------------ | ----------- | ----------- |  |
|                | Raymond Couderc sortant | UDF (PR)          | 12 970       | 26,18        | 20 043      | 36,88       |  |
|                | Yves Untereiner         | FN                | 12 487       | 25,2         | 10 646      | 19,59       |  |
|                | Alain Barrau élu        | PS                | 12 141       | 24,51        | 23 652      | 43,53       |  |
|                | Jean-Michel Rumeau      | PCF               | 6 911        | 13,95        |             |             |  |
|                | François Degans         | Divers écologiste | 1 207        | 2,44         |             |             |  |
|                | Jacqueline Quilès       | LDI (MPF)         | 1 103        | 2,23         |             |             |  |
|                | Georges Escartin        | Régionaliste      | 826          | 1,67         |             |             |  |
|                | Jean Riant              | MDC               | 705          | 1,42         |             |             |  |
|                | Colette Mollex          | LCR               | 574          | 1,16         |             |             |  |
|                | Éric Poirier            | US4J              | 455          | 0,92         |             |             |  |
|                | Joëlle Georges          | Extrême droite    | 165          | 0,33         |             |             |  |
|                |                         |                   |              |              |             |             |  |
| Inscrits       | Inscrits                | Inscrits          | 76 929       | 100,00       | 76 929      | 100,00      |  |
| Abstentions    | Abstentions             | Abstentions       | 24 997       | 32,49        | 20 635      | 26,82       |  |
| Votants        | Votants                 | Votants           | 51 932       | 67,51        | 56 294      | 73,18       |  |
| Blancs et nuls | Blancs et nuls          | Blancs et nuls    | 2 388        | 4,6          | 1 953       | 3,47        |  |
| Exprimés       | Exprimés                | Exprimés          | 49 544       | 95,4         | 54 341      | 96,53       |  |

#### Septième circonscription (Sète)
| Candidat       | Candidat              | Parti          | Premier tour | Premier tour | Second tour | Second tour |  |
| Candidat       | Candidat              | Parti          | Voix         | %            | Voix        | %           |  |
| -------------- | --------------------- | -------------- | ------------ | ------------ | ----------- | ----------- |  |
|                | François Liberti élu  | PCF            | 15 718       | 24,7         | 35 684      | 60,49       |  |
|                | Yves Marchand sortant | UDF (FD)       | 14 424       | 22,67        | Retrait     | Retrait     |  |
|                | Lucien Brouillet      | FN             | 12 905       | 20,28        | 23 306      | 39,51       |  |
|                | Régis Passerieux      | PS             | 11 672       | 18,34        |             |             |  |
|                | Yves Piétrasanta      | PE             | 4 003        | 6,29         |             |             |  |
|                | Roselyne Bahler       | Les Verts      | 1 561        | 2,45         |             |             |  |
|                | Alain Subirats        | LDI (MPF)      | 962          | 1,51         |             |             |  |
|                | Victor Nardonne       | Divers gauche  | 610          | 0,96         |             |             |  |
|                | Magali Manus          | MÉI            | 512          | 0,8          |             |             |  |
|                | Florence Clarge       | US4J           | 488          | 0,77         |             |             |  |
|                | Jean-Hugues Silberman | MDC            | 487          | 0,77         |             |             |  |
|                | Frédéric Cranet       | Extrême droite | 296          | 0,47         |             |             |  |
|                | Nicolas Gabino        | Divers droite  | 0            | 0            |             |             |  |
|                |                       |                |              |              |             |             |  |
| Inscrits       | Inscrits              | Inscrits       | 94 297       | 100,00       | 94 274      | 100,00      |  |
| Abstentions    | Abstentions           | Abstentions    | 28 122       | 29,82        | 27 678      | 29,36       |  |
| Votants        | Votants               | Votants        | 66 175       | 70,18        | 66 596      | 70,64       |  |
| Blancs et nuls | Blancs et nuls        | Blancs et nuls | 2 537        | 3,83         | 7 606       | 11,42       |  |
| Exprimés       | Exprimés              | Exprimés       | 63 638       | 96,17        | 58 990      | 88,58       |  |